# Tvärreds socken
Tvärreds socken i Västergötland ingick i Kinds härad, ingår sedan 1974 i Ulricehamns kommun och motsvarar från 2016 Tvärreds distrikt.
Socknens areal är 76,10 kvadratkilometer varav 65,73 land. År 2000 fanns här 960 invånare.  Tätorten Hulu, småorten Folkesred samt småorten Stavared med sockenkyrkan Tvärreds kyrka ligger i socknen. Den gamla kyrkan låg på annan plats.

## Administrativ historik
Socknen har medeltida ursprung. 
Vid kommunreformen 1862 övergick socknens ansvar för de kyrkliga frågorna till Tvärreds församling och för de borgerliga frågorna bildades Tvärreds landskommun. Landskommunen uppgick 1952 i Åsundens landskommun som 1974 uppgick i Ulricehamns kommun. Församlingen uppgick 2006 i Åsundens församling.
1 januari 2016 inrättades distriktet Tvärred, med samma omfattning som församlingen hade 1999/2000. 
Socknen har tillhört län, fögderier, tingslag och domsagor enligt vad som beskrivs i artikeln Kinds härad. De indelta soldaterna tillhörde Älvsborgs regemente, Norra Kinds och Ås kompanier och Västgöta regemente, Vartofta kompani.

## Geografi
Tvärreds socken ligger söder om Ulricehamn med Åsunden i öster, Välabrosjön i söder och Tolken i nordväst. Socknen har odlingsbygd kring sjöarna och är i övrigt en kuperad skogsbygd.
Tvärreds kärna är Stavared, där kyrkan och skolan ligger. Vidare finns här orterna Onsered, Vasared, Rude, Folkesred, Alhammar, Arnungared, Rude, Tvärredslund och Komskälet.

## Näringsliv
I socknen återfinns Aprofil som gör aluminiumprofiler och är beläget i det centrala Folkesred, Waslings som hyr ut stugor, självplockning av jordgubbar och vinbär, köper och säljer kräftor, beläget i Vasared.

## Fornlämningar
Boplatser från stenåldern är funna. Från bronsåldern finns gravrösen och skålgropsförekomster.

## Namnet
Namnet skrevs 1308 Thwärrydh och kommer från den ursprungliga kyrkbyn, där det numera endast finns en ruin. Efterleden innehåller ryd, 'röjning'. Namnet tolkning kan vara 'röjningen som ligger på tvären i förhållande till annan mark'.
Vid folkräkningen 1870 skrevs socknen som Tvärred men namnvarianterna Tverred och Tvered fanns också medtagna.

## Personer från bygden
Trefaldige vasaloppsvinnaren Oskar Svärd är uppvuxen i Hulu och fostrad i Tvärreds IF.
Wilhelmina Svensson, kvinnlig föregångare inom svensk kristen mission föddes i Tvärred 1861.
Leif Mannerström, kock, är bosatt i Tvärred.